# بوزيدار شوربادزييسكي
بوزيدار شوربادزييسكي (بالبلغارية: Божидар Чорбаджийски) (8 أغسطس 1995 بصوفيا في بلغاريا - ) هو لاعب كرة قدم بلغاري في مركز الدفاع. شارك مع منتخب بلغاريا لكرة القدم. أما مع النوادي، فقد لعب مع سسكا صوفيا.

## روابط خارجية
- بوزيدار شوربادزييسكي على موقع الاتحاد الأوربي (الإنجليزية)
- بوزيدار شوربادزييسكي على موقع قاعدة بيانات كرة القدم.إي يو (الإنجليزية)
- بوزيدار شوربادزييسكي على موقع ناشيونال فوتبول تيمز (الإنجليزية)
- بوزيدار شوربادزييسكي على موقع Soccerbase.com (لاعب) (الإنجليزية)
- بوزيدار شوربادزييسكي على موقع Soccerway.com (الإنجليزية)
- بوزيدار شوربادزييسكي على موقع عالم كرة القدم.نت (الإنجليزية)